# Tchiflik (Pehtchevo)
Tchiflik ou Čiflik (en macédonien Чифлик) est un village de l'est de la Macédoine du Nord, situé dans la municipalité de Pehtchevo. Le village comptait 321 habitants en 2002.

## Démographie
Lors du recensement de 2002, le village comptait :
- Macédoniens : 318
- Serbes : 3